# Saint-Sulpice-sur-Risle
Saint-Sulpice-sur-Risle – miejscowość i gmina we Francji, w regionie Normandia, w departamencie Orne. Nazwa miejscowości pochodzi od imienia św. Sulpicjusza.
Według danych na rok 1990 gminę zamieszkiwały 1483 osoby, a gęstość zaludnienia wynosiła 52 osoby/km² (wśród 1815 gmin Dolnej Normandii Saint-Sulpice-sur-Risle plasuje się na 151. miejscu pod względem liczby ludności, natomiast pod względem powierzchni na miejscu 42.).